# 明石家さんまのオールナイトニッポン
『明石家さんまのオールナイトニッポン』（あかしやさんまのオールナイトニッポン）は、ニッポン放送の深夜放送『オールナイトニッポン』で明石家さんまがパーソナリティを担当したラジオ番組である。

## 放送時間
- 木曜2部 1979年10月 - 1981年3月 27:00-29:00

## 概要
本番組がスタートした当時は、ちょうどさんまが東京に進出し始めていた頃で、さんまにとっての東京初レギュラー番組である。この当時さんまは、毎週この番組出演のために大阪から上京し、この番組の生放送終了後に始発の新幹線で大阪へ帰るという生活をしていた。
亀渕昭信はこの番組について「今からは想像できないが、当時は真面目な青春路線の放送だった」と振り返っている。
この時直前の1部が『桑田佳祐のオールナイトニッポン』で、さんまも時々この番組に出演して桑田佳祐と共演し、これが縁でアミダばばあ（『オレたちひょうきん族』のキャラクター）のテーマ曲『アミダばばあの唄』の作詞・作曲・プロデュースを桑田が手掛けるなど後々の親交につながっていった。1980年6月27日の桑田オールナイトの最終回の時にもさんまは当日のサザンオールスターズのスタジオライブ企画のセッションに加わり『いとしのエリー』を一緒に歌った。
1981年1月1日からは直前の1部で『ビートたけしのオールナイトニッポン』がスタート。この時もビートたけしが本番組のオープニングに出演し、コント番組の展望などクロストークを行ったこともある。
1981年4月改編後に1部昇格に向けて調整が行われていたということがさんま本人から明かされていたという。しかし1部昇格とはならないまま本番組は終了した。その原因のようなエピソードとして、亀渕昭信は「（さんまが）担当ディレクターとケンカしちゃったみたい」ということを話している。なお、本番組終了後の1981年4月から同じニッポン放送でスタートしたさんまの番組は、土曜日17時台で放送されていた『西武ミュージックシティ 明石家さんまの気分は最高!』である。
2023年2月19日、オールナイトニッポン放送開始55周年記念特番『オールナイトニッポン55周年記念 オールナイトニッポン55時間スペシャル』の1コーナーとして本番組が復活。ゲストとして笑福亭鶴瓶が出演。

## コーナー
サウンドインS
- さんまがカラオケで歌い、その感想をリスナーから募集してきく[6]。

真夜中のメッセージ
- ミュージシャンの格言をリスナーから募集して紹介する[7]

後ろからバスン

## エピソード
- 1980年12月26日の放送で、当時の大相撲力士の荒勢の、とある噂話を耳にした上で暴露トークをしたところ、エンディング間近、放送中に荒勢本人から電話がかかって来てさんまが平謝りしたということがあった[8]。